# بنجشوو
بنجشوو (به لهستانی:  Będziszewo) یک روستا در لهستان است که در گمینا دوبنگنکی واقع شده‌است. بنجشوو ۴۳ نفر جمعیت دارد و ۴۶ متر بالاتر از سطح دریا واقع شده‌است.